# Neritz
Neritz est une commune allemande du Schleswig-Holstein, située dans l'arrondissement de Stormarn (Kreis Stormarn), à six kilomètres au sud-ouest de la ville de Bad Oldesloe. Neritz fait partie de l'Amt Bad Oldesloe-Land (« Bad Oldesloe-campagne ») qui regroupe neuf communes autour de Bad Oldesloe.